# Parapaguridae
Parapaguridae is een familie van kreeftachtigen uit de klasse van de Malacostraca (hogere kreeftachtigen).

## Geslachten
- Bivalvopagurus Lemaitre, 1993
- Oncopagurus Lemaitre, 1996
- Paragiopagurus Lemaitre, 1996
- Parapagurus Smith, 1879
- Probeebei Boone, 1926
- Strobopagurus Lemaitre, 1989
- Sympagurus Smith, 1883
- Tsunogaipagurus Osawa, 1995
- Tylaspis Henderson, 1885
- Typhlopagurus de Saint Laurent, 1972